# Tuparetama
Tuparetama là một đô thị thuộc bang Pernambuco, Brasil. Đô thị này có diện tích 231,67 km², dân số năm 2007 là 8268 người, mật độ 35,69 người/km².